# Gordoserba

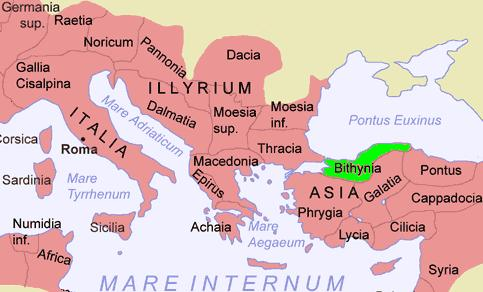
Localisation de la Bythinie (en tant que province de la Rome antique), où la localisation de Gordoserba est inconnue.

Gordoserba ou Gordoserbon ou Gordoservon (en grec : Γορδόσερβον, en serbe : Гордосервон, Гордосербон) est une localité byzantine, ainsi qu'un évêché suffragant de la métropole de Nicée, en Bithynie. Elle est mentionnée dans plusieurs sources ecclésiastiques entre le VIIe siècle et le IXe siècle. Elle est surtout mentionnée dans les actes du concile In Trullo (691-692), convoqué par Justinien II, au travers de son évêque Isidore.
La localisation exacte, autant que son étymologie, ont fait l'objet de nombreuses hypothèses et restent un sujet d'interrogations parmi les historiens.

## Histoire
L'origine de la ville semble liée aux expéditions des empereurs Constant II puis Justinien II contre les Sklavinies, les principautés slaves des Balkans, notamment implantées dans les vallées du Vardar et de la Stroumitsa, en Macédoine. A ces occasions, les empereurs procèdent parfois à des transplantations forcées de Slaves en Asie Mineure, pour servir à la guerre contre les Arabes. Ainsi, le nom de la cité pourrait se référer aux Serbes et elle aurait été fondée par ces migrants, quelque part entre 649 et 688-689, date de la transplantation de plusieurs milliers de Slaves par Justinien II après une campagne autour de Thessalonique. C'est notamment l'hypothèse formulée par l'historien Sima Ćirković. Beaucoup de ces Slaves d'Asie Mineure auraient ensuite déserté dans le camp des Arabes, à l'occasion de la bataille de Sébastopolis en 692, sans pour autant que la communauté slave d'Asie Mineure disparaisse complètement.
En 1129-1130, une nouvelle vague de Serbes sont implantées en Bithynie par Jean II Comnène et une localité dénommée Servochōria, près de Nicomédie, est mentionnée dans les sources, notamment dans le Partitio regni Graeci de 1204. Il est possible que cette localité soit la même que Gordoserba, sans certitudes.
Souvent, la cité de Gordoserba a été associée à celle de nova Juliopolis, elle-même identifiée à Gordium, la capitale de la Phrygie ou bien à une autre cité au nom similaire, Gordion ou Gordenorum, plus tard connue sous le nom de Juliopolis. Certains historiens, dont William Mitchell Ramsay, ont fait de Gordoserba un évêché créé par Justinien Ier, tandis que d'autres hypothèses ont également eu cours. C'est le travail de Peter Charanis qui a en partie clarifié le sort de Gordoserba. Il précise que les sources sur les déplacements des Slaves sont parfois floues, ce qui complique la date de création de la localité, laquelle est citée avec certitude dans les actes du concile de 692, qui indique la présence d'Isidore, évêque de Gordoserba, de la métropole de Nicée et de la province de Bithynie. En revanche, il émet des doutes sur l'origine slave de la cité, en raison du nom grec de l'évêque et d'autres représentants de cités de Bithynie. 
De même, Ladislav Zgusta doute du caractère serbe de la cité et estime que le suffixe -serba n'a rien à voir avec les Slaves. En revanche, Heinrich Kunstmann estime que la cité de Servochoria est une référence aux Serbes et signifierait « terre des Serbes ». Predrag Komatina soutient également une origine slave pour Gordoserba mais ne voit pas dans le préfixe gordo- un lien avec le terme slave gordъ, qui signifie fort ou cité. La signification de ce terme serait alors soit « cité des Serbes » ou, plus probablement, la « cité des Serbes de Gordos ».